# Тараз (городская администрация)
Городска́я администра́ция Тара́з, или го́род Тара́з (каз. Тараз қаласы әкімдігі — Тараз Қ. Ә.; Тараз қаласы) — административно-территориальная единица Жамбылской области, включающее в себя город Тараз. Общая площадь территории, подчинённой городской администрации составляет — 187,87 км². Собственно, численность населения городской администрации формирует её единственный населённый пункт — город Тараз. Понятия «Таразская городская администрация» и «город Тараз» (как населённого пункта) не являются равнозначными.
Городскую администрацию возглавляет аким города Тараз, назначаемый акимом Жамбылской области в соответствии с Законом Республики Казахстан от 23 января 2001 года «О местном государственном управлении и самоуправлении в Республике Казахстан». В настоящее время обязанности главы Городской администрации Тараз исполняет Орынбеков Бахытжан (с 5 сентября 2022 года).
Административный центр городской администрации — город Тараз.

## История
Постановлением № 2001 Президиума Верховного Совета Республики Казахстан от 4 мая 1993 года «Об упорядочении транскибирования на русском языке казахских топонимов, наименовании и переименовании отдельных административно-территориальных единиц Республики Казахстан», — название города Джамбул, было изменено в — Жамбыл.
Указом Президента Республики Казахстан от 8 января 1997 года № 3315-а «О переименовании г. Жамбыла — центра Жамбылской области», — город Жамбыл был переименован в город Тараз.
Постановлением Правительства Республики Казахстан от 22 февраля 2010 года № 104 «О генеральном плане города Тараза Жамбылской области» — был утверждён прилагаемый проект генерального плана города Тараза.
В рамках принятого генерального плана города Тараз, территория городской администрации была увеличена на 59,54 км². Так, Постановлением акимата Жамбылской области от 23 ноября 2011 года № 391 и решением Жамбылского областного маслихата Жамбылской области от 7 декабря 2011 года № 41-9, в черту города были присоединены населённые пункты — Жидели, Казарма, Кольтоган, Кумшагал, Кызыл-Абад, Чолдала Жамбылского района. Впоследствии, включенные населённые пункты были преобразованы в микрорайоны.
В июле 2022 года в Доме Культуры Тараза состоялась презентация с целью ознакомления с проектом «Корректировка генерального плана города Тараз». В случае корректировки генплана города, планируется присоединить 14 населённых пунктов Жамбылского и Байзакского районов с площадью 11755 гектар; и, согласно чему, разделить городскую администрацию — на два внутригородские районы.

## Население

### Динамика численности
| Численность населения городской администрации Тараз | Численность населения городской администрации Тараз | Численность населения городской администрации Тараз | Численность населения городской администрации Тараз | Численность населения городской администрации Тараз | Численность населения городской администрации Тараз | Численность населения городской администрации Тараз | Численность населения городской администрации Тараз | Численность населения городской администрации Тараз | Численность населения городской администрации Тараз |
| 1959                                                | 1970                                                | 1979                                                | 1989                                                | 1999                                                | 2004                                                | 2005                                                | 2006                                                | 2007                                                | 2008                                                |
| --------------------------------------------------- | --------------------------------------------------- | --------------------------------------------------- | --------------------------------------------------- | --------------------------------------------------- | --------------------------------------------------- | --------------------------------------------------- | --------------------------------------------------- | --------------------------------------------------- | --------------------------------------------------- |
| 113 346                                             | ↗187 164                                            | ↗263 793                                            | ↗306 715                                            | ↗330 125                                            | ↘327 911                                            | ↗332 204                                            | ↗336 057                                            | ↗338 454                                            | ↗342 483                                            |
| 2009                                                | 2010                                                | 2011                                                | 2012                                                | 2013                                                | 2014                                                | 2015                                                | 2016                                                | 2017                                                | 2018                                                |
| ↘320 634                                            | ↗325 211                                            | ↗327 411                                            | ↘326 113                                            | ↗343 275                                            | ↗351 353                                            | ↗356 983                                            | ↗362 981                                            | ↘355 825                                            | ↗357 791                                            |
| 2019                                                | 2020                                                | 2021                                                | 2022                                                | 2023                                                |                                                     |                                                     |                                                     |                                                     |                                                     |
| ↗357 795                                            | ↗362 965                                            | ↗368 093                                            | ↘368 085                                            | ↗427 356                                            |                                                     |                                                     |                                                     |                                                     |                                                     |

### Национальный состав
Национальный состав Г. А. Тараз на начало 2023 года:
| Национальность | Численность (чел.) | Процентное соотношение |
| -------------- | ------------------ | ---------------------- |
| Казахи         | 304 994            | 71,37 %                |
| Русские        | 50 546             | 11,83 %                |
| Узбеки         | 23 814             | 5,57 %                 |
| Корейцы        | 7816               | 1,83 %                 |
| Татары         | 5900               | 1,38 %                 |
| Украинцы       | 4852               | 1,14 %                 |
| Турки          | 4840               | 1,13 %                 |
| Киргизы        | 4807               | 1,12 %                 |
| Немцы          | 3322               | 0,78 %                 |
| Курды          | 2828               | 0,66 %                 |
| Азербайджанцы  | 2399               | 0,56 %                 |
| Дунгане        | 1954               | 0,46 %                 |
| Уйгуры         | 1285               | 0,30 %                 |
| Греки          | 895                | 0,21 %                 |
| Таджики        | 753                | 0,18 %                 |
| Чеченцы        | 652                | 0,15 %                 |
| Каракалпаки    | 523                | 0,12 %                 |
| Белорусы       | 505                | 0,12 %                 |
| Другие         | 4671               | 1,09 %                 |
| Всего          | 427 356            | 100,00 %               |

### Половозрастной состав
По данным Национальной переписи населения Республики Казахстан 2009 года:
| Возраст     | Мужчины, чел. | Женщины, чел. | Общая численность, чел. | Доля от всего населения, % |
| ----------- | ------------- | ------------- | ----------------------- | -------------------------- |
| 0 — 14 лет  | 41 671        | 39 325        | 80 996                  | 25,26 %                    |
| 15 — 64 лет | 100 419       | 119 205       | 219 624                 | 68,50 %                    |
| от 65 лет   | 6913          | 13 101        | 20 014                  | 6,24 %                     |
| Всего       | 149 003       | 171 631       | 320 634                 | 100,00 %                   |

## Местное самоуправление

### Глава города Тараз
- Орынбеков, Бахытжан Амирбекович (и. о.) — с 5 сентября 2022 года.